# Skleněný klíč
Skleněný klíč (švédsky: Glasnyckeln) je každoročně udělované literární ocenění pro nejlepší detektivní román nebo povídku. Autor musí pocházet z některého z pěti tzv. severských států, kterými jsou Dánsko, Finsko, Island, Norsko a Švédsko.
Cena byla pojmenována podle stejnojmenné knihy Dashiella Hammetta z roku 1931. Uděluje ji od roku 1992 komora skandinávských autorů detektivek, organizace Skandinaviska Kriminalsällskapet.

## Oceněné knihy
| Rok  | Autor                            | Původní název                      | Český název                         | Země           |
| ---- | -------------------------------- | ---------------------------------- | ----------------------------------- | -------------- |
| 1992 | Henning Mankell                  | Mördare utan ansikte               | Vrazi bez tváře                     | Švédsko        |
| 1993 | Peter Høeg                       | Frøken Smillas fornemmelse for sne | Cit slečny Smilly pro sníh          | Dánsko         |
| 1994 | Kim Småge                        | Sub Rosa                           |                                     | Norsko         |
| 1995 | Erik Otto Larsen                 | Masken i spejlet                   |                                     | Dánsko         |
| 1996 | Fredrik Skagen                   | Nattsug                            |                                     | Norsko         |
| 1997 | Karin Fossumová                  | Se dig ikke tilbake!               |                                     | Norsko         |
| 1998 | Jo Nesbø                         | Flaggermusmannen                   | Netopýr/Netopýří muž                | Norsko         |
| 1999 | Leif Davidsen                    | Limes billede                      |                                     | Dánsko         |
| 2000 | Håkan Nesser                     | Carambole                          |                                     | Švédsko        |
| 2001 | Karin Alvtegen                   | Saknad                             | Nezvěstná                           | Švédsko        |
| 2002 | Arnaldur Indriðason              | Mýrin                              | Severní blata                       | Island         |
| 2003 | Arnaldur Indriðason              | Grafarþögn                         | Dech smrti                          | Island         |
| 2004 | Kurt Aust (Kurt Østergaard)      | Hjemsøkt                           |                                     | Norsko/ Dánsko |
| 2005 | Anders Roslund & Börje Hellström | Odjuret                            |                                     | Švédsko        |
| 2006 | Stieg Larsson                    | Män som hatar kvinnor              | Muži, kteří nenávidí ženy           | Švédsko        |
| 2007 | Matti Rönkä                      | Ystävät kaukana                    |                                     | Finsko         |
| 2008 | Stieg Larsson                    | Luftslottet som sprängdes          | Dívka, která kopla do vosího hnízda | Švédsko        |
| 2009 | Johan Theorin                    | Nattfåk                            | Smršť                               | Švédsko        |
| 2010 | Jussi Adler-Olsen                | Flaskepost fra P                   | Vzkaz v láhvi                       | Dánsko         |
| 2011 | Leif G. W. Persson               | Den döende detektiven              |                                     | Švédsko        |
| 2012 | Erik Valeur                      | Det syvende barn                   |                                     | Dánsko         |
| 2013 | Jørn Lier Horst                  | Jakthundene                        |                                     | Norsko         |
| 2014 | Gard Sveen                       | Den siste pilegrimen               |                                     | Norsko         |
| 2015 | Thomas Rydahl                    | Eremitten                          |                                     | Dánsko         |
| 2016 | Ane Riel                         | Harpiks                            |                                     | Dánsko         |
| 2017 | Malin Persson Giolito            | Störst av allt                     |                                     | Švédsko        |
| 2018 | Camilla Grebe                    | Husdjuret                          |                                     | Švédsko        |
| 2019 | Stina Jackson                    | Silvervägen                        |                                     | Švédsko        |
| 2020 | Camilla Grebe                    | Skuggjägaren                       |                                     | Švédsko        |
| 2021 | Tove Alsterdal                   | Rotvälta                           | Vývrat (kniha)                      | Švédsko        |
| 2022 | Morten Hesseldahl                | Mørket under isen                  |                                     | Dánsko         |